# Parc national Carara
Le parc national Carara est un parc national situé dans la province de Puntarenas au Costa Rica. 
Le parc protège le bassin fluvial de la rivière Tárcoles, à proximité de la ville d'Orotina. 
Il inclut l'une des dernières plus importantes populations d'aras rouges sauvages du pays.

## Toponymie
Le nom « Caraca » vient de la langue huetar qui signifie « crocodile ».

## Historique
Le parc est à l'origine une réserve biologique créée le 27 avril 1978 puis transformée en parc national en novembre 1998 du fait de l'augmentation de l'affluence de ses visiteurs.